# Heterobaissa apetiola
Heterobaissa apetiola (лат.) — ископаемый вид перепончатокрылых наездников рода Heterobaissa из семейства Baissidae. Один из древнейших представителей паразитических перепончатокрылых. Обнаружен в нижнемеловых отложениях Китая (Huangbanjigou Village, Beipiao City, провинция Liaoning, аптский ярус, Yixian Formation, около 125 млн лет). Видовой эпитет происходит от латинского слова, означающего отсутствие стебелька.

## Описание
Мелкие перепончатокрылые наездники. Длина тела около 6,99 мм. Длина переднего крыла 4,82 мм. Усики не менее 15-члениковые (по сохранившимся отпечаткам).  Мезосома формирует шеевидный выступ у головы. Метасома короткая и широкая.
Вид Heterobaissa apetiola был впервые описан по отпечаткам в 2018 году китайским энтомологом Li L. F., российским палеоэнтомологом Александром Павловичем Расницыным и D. Ren. Включён в состав отдельного рода Heterobaissa Li, Rasnitsyn & Ren.